# Cugia
Cugia di Sant'Orsola è una famiglia della nobiltà italiana, originaria della Sardegna, e precisamente di Sassari, dove è documentata dal XVI secolo, mentre l'omonimo palazzo ivi presente è del XVIII secolo, che si è segnalata soprattutto, attraverso l'opera e le iniziative di diversi suoi esponenti, i quali hanno rivestito ruoli di primo piano a livello sia militare, sia politico, nell'ambito della storia del Regno di Sardegna prima e del Regno d'Italia poi. L'arma di questa schiatta è blasonata come segue: «Troncato al 1° d'azzurro al cane rampante, posto a sinistra ed in alto a destra un'aquila, il tutto d'argento; l'aquila volante verso un sole d'oro orizzontale a destra; al 2° doro all'olmo nodrido sulla campagna erbosa, il tutto di verde, sinistrato da un leone di rosso tenente una spada d'argento».
Il primo esponente di spicco è stato Giovanni Battista Cugia, un giurista e uomo politico, che nel 1716 ricevette, con diploma dell'imperatore Carlo VI datato 17 luglio, il titolo di marchese, unitamente al predicato d'uso di Sant'Orsola, da cui il toponimo di un quartiere di Sassari. Governatore provvisorio della stessa città dal 1709 al 1711, Giovanni Battista fu successivamente a Madrid come reggente del Supremo Consiglio e dal 1714, con lo stesso ufficio, presso la Corte arciducale d'Austria, a Vienna, dove morì nel 1725.
Incarichi simili ha avuto anche Carlo Cugia, che nel primo decennio del XIX secolo è stato governatore di Alghero. La sua documentazione, per lo più manoscritta e conservata in un apposito fondo archivistico allo stesso intestato presso la Biblioteca comunale di Sassari, ha permesso di ricostruire importanti vicende storico-politiche della Sardegna in generale e di Alghero in particolare.
Particolare rilevanza ha ottenuto Efisio Cugia, nato a Cagliari nel 1818 e morto a Roma nel 1872, che è stato deputato prima del Regno di Sardegna (dalla V alla VII e ultima legislatura, tra il 1853 e il 1860) e poi del Regno d'Italia (dall'VIII all'XI, tra il 1861 e il 1874), generale dell'esercito sabaudo con incarichi di primo piano durante le fasi a ridosso dell'Unità, nonché ministro della marina nel primo governo Minghetti (1863-1864) e ministro della guerra nel secondo governo Ricasoli (1866-1867).
Fratello di Efisio è, della medesima famiglia, il colonnello Francesco Cugia (1829-1885), eletto deputato del Regno d'Italia dal 1871 al 1881 per il collegio di Macomer, che ha intrapreso la carriera militare nel corpo d'artiglieria e, al comando di essa, si è segnalato durante la breccia di Porta Pia. Pronipote di questi è lo scrittore, regista e autore radiotelevisivo Diego Cugia (nato nel 1953).